# (6183) Viscome
(6183) Viscome ist ein marsbahnstreifender Asteroid des Hauptgürtels, der am 26. September 1987 von der US-amerikanischen Astronomin Carolyn Shoemaker am Palomar-Observatorium (IAU-Code 675) in Kalifornien entdeckt wurde.
Der Asteroid wurde nach dem US-amerikanischen Amateurastronomen George R. Viscome (* 1956) benannt.